# Iakov Petrovitch Chakhovskoï
Prince Iakov Petrovitch Chakhovskoï, en russe : Яков Петрович Шаховской, né le 8 octobre 1705, décédé le 23 juillet 1777.
Militaire et homme politique russe, il fut sénateur, chef de la Police, procureur du Saint-Synode, procureur général du 15 août 1760 au 25 décembre 1761.

## Biographie
Fils du prince Piotr Ivanovitch Chakhovskoï, ce dernier décéda alors que son fils Iakov Petrovitch n'était âgé que de quelques mois. Sa mère se remaria deux fois. À l'âge de neuf ans, il fut confié à son oncle, le prince Alexeï Chakhovskoï qui, à cette époque était officier.

### Carrière militaire
En 1720, Iakov Petrovitch Chakhovskoï entra dans l'armée comme soldat dans le régiment de la Garde impériale Semionovsky. En 1725 il fut promu au grade de Lieutenant, sous le règne de Pierre II de Russie il fut élevé au grade de capitaine. En 1730, il rejoignit un régiment de cavalerie.
En 1730, Iakov Chakhovskoï servit sous les ordres de son oncle alors gouverneur de la Petite-Russie (l’Ukraine). Dans le cadre des affaires ukrainiennes, le nom du prince fut souvent cité devant Anna Ivanovna et son favori Ernst Johann von Biron.
Après le décès de son oncle survenu en avril 1737, Iakov Petrovitch Chakhovskoï fut dans l'obligation de quitter la fonction publique pour prendre part à la Guerre russo-turque de 1735-1739 avec un régiment de cavalerie. Sous le commandement du comte Burckhardt Christoph von Münnich, il participa au siège d'Otchakov (1737) (Ukraine), Dniepr et de la forteresse de Khotin (1739).

### Carrière politique
Au cours de la régence de Ernst Johann von Biron et du court règne (1730-1740) d'Anna Leopoldovna de Russie la position de Iakov Petrovitch Chakhovskoï devint précaire, mais il fut pendant une courte période sénateur et chef de la Police. Lors de l'accession au trône d'Élisabeth Ire de Russie (25 novembre 1741), tous les protecteurs du prince furent arrêtés et soumis à une retraite forcée. Toutefois, la protection du prince Nikita Iourievitch Troubetskoï lui assura la fonction de procureur général du Saint-Synode.
Iakov Chakhovskoï acquit la réputation du plus exigeant des procureurs du Saint-Synode depuis des décennies, il s'attira l'animosité de nombreux et puissants dignitaires religieux, le 25 décembre 1761, Élisabeth Ire de Russie le démit de ses fonctions. Pour son intégrité, l'impératrice l'éleva au rang de conseiller privé et le décora de l'Ordre de Saint-Alexandre Nevski et de l'Ordre de Sainte-Anne.
Le 29 mai 1753, Iakov Petrovitch Chakhovskoï fut nommé Commissaire général aux armées, sa mission consista à contrôler les dépenses militaires au cours de la guerre de Sept Ans (1756-1763).  Le 15 août 1760, Iakov Petrovitch Chakhovskoï fut nommé Procureur général (15 août 1760). Le 25 décembre 1762, Pierre III de Russie venant d'accéder au trône de Russie le démit de ses fonctions. Le court règne de Pierre III de Russie s'acheva par un coup d'État les 13 avril et 14 juillet 1762, la nouvelle impératrice, Catherine II de Russie  nomma le prince sénateur. Le jour de son couronnement, Catherine II de Russie le décora de l'Ordre de Saint-André.

## Distinctions
- Ordre de Saint-Alexandre Nevski
- Ordre de Sainte-Anne
- Ordre de Saint-André